# شرکت نفت عمان
شرکت نفت عمان (به انگلیسی: Oman Oil Company) شرکت نفت و گاز دولتی عمان است، که در سال ۱۹۹۶ در پی سرمایه‌گذاری دولت عمان در زمینه پروژه‌های بخش انرژی این کشور تأسیس شد.
شرکت نفت عمان هم‌اکنون دارای عملیات در داخل و خارج از عمان می‌باشد. دفتر مرکزی این شرکت در شهر مسقط، عمان قرار دارد و احمد الوهابی به عنوان مدیرعامل آن فعالیت می‌کند.